# Тансомбун, Чарисса
Чарисса Тансомбун (англ. Charissa Tansomboon; род. 30 января 1989, Силвер-Спринг, Мэриленд) — таиландская фигуристка, выступавшая в одиночном катании. Серебряный призёр чемпионата Таиланда (2005) и участница чемпионата мира (2007—2010).
По состоянию на июнь 2008 года занимала сто четырнадцатое место в рейтинге Международного союза конькобежцев.

## Биография
Чарисса родилась в США, куда её родители иммигрировали из Таиланда незадолго до её рождения. В детстве один год провела в Таиланде, а впоследствии часто посещала родную страну родителей.
Встала на коньки в восемь лет под влиянием подруги-фигуристки, которая затем перешла в синхронное катание. Тансомбун тренировалась у Трейси Коулман в Силвер-Спринге, штат Мэриленд. Позже Чарисса переехала в Калифорнию и начала обучение в Стэнфордском университете. Там она каталась под руководством местных специалистов Джули Лаундс и Чарли Тикнера. В годы соревновательной карьеры фигуристка представляла Таиланд.
В 2005 году завоевала серебро таиландского чемпионата. В сезоне 2007/2008 заняла восьмую строчку среди двадцати четырёх фигуристок в рамках юниорского Гран-при США. На взрослом международном уровне занимала преимущественно невысокие места. Участвовала в чемпионате четырёх континентов и мира. Из элементов фигурного катания ей больше всего нравилось выполнять спирали. Владела двойным акселем, любимый прыжок — риттбергер.

## Результаты
| Соревнования                | 04/05         | 05/06         | 06/07         | 07/08         | 08/09         | 09/10         |
| Международные               | Международные | Международные | Международные | Международные | Международные | Международные |
| --------------------------- | ------------- | ------------- | ------------- | ------------- | ------------- | ------------- |
| Чемпионат мира              |               |               | 40            | 47            | 45            | 50            |
| Четыре континента           |               |               |               | 23            | 27            | 31            |
| Универсиада                 |               |               |               |               | 26            |               |
| Азиатские игры              |               |               | 11            |               |               |               |
| Международные среди юниоров |               |               |               |               |               |               |
| Чемпионат мира              |               |               | 30            |               |               |               |
| Гран-при США                |               |               |               | 8             |               |               |
| Гран-при Нидерландов        |               |               | 19            |               |               |               |
| Гран-при Канады             |               | 14            |               |               |               |               |
| Национальные                |               |               |               |               |               |               |
| Чемпионаты Таиланда         | 2             |               |               |               |               |               |